# علی‌اصغر
عبدالله بن حسین بن علی معروف به علی‌اصغر خردسال‌ترین کشته نبرد کربلا و کوچک‌ترین فرزند حسین بن علی است. مادرش را رباب بنت امرئ القیس گزارش کرده‌اند. در اینکه در هنگام کشته شدن، سنش چقدر بوده‌است، اختلاف است و بین یک روز تا هفت سال در منابع گزارش شده‌است. در صورتی که او یک روزه نباشد، باید در مدینه متولد شده باشد. علی اصغر یکی از چند شخصی است که در بین شیعیان به باب‌ الحوائج معروف است.
منابع در مورد اینکه نام او علی‌اصغر یا عبدالله است، دچار اختلافند و به عقیده منابعی عبدالله برادر یک روزه او بود که از مادری دیگر به دنیا آمده و در همان روز به روشی مشابه کشته شد. بر همین اساس، منابع در شیوه کشته شدن او نیز دچار اختلافند. برخی او را کشته شده در دامان پدرش به هنگامی که قصد بوسیدن او و وداع از او را داشت دانسته‌اند و برخی دیگر او را کشته شده در هنگام درخواست آب از جانب حسین می‌دانند. در هر دو نقل، او با اصابت تیر به گلو کشته شده‌است. قاتل او حرمله بن کاهل اسدی و در نقل‌هایی عقبة بن بشر دانسته شده‌است. بر اساس روایتی از محمد باقر، قاتل او از قبیله بنی‌اسد بوده‌است. محل دفن او نامشخص است اما بر اساس گزارش‌هایی، وی بر روی سینه پدرش و به نقلی در کنار کشتگان کربلا دفن شده‌است.
علی‌اصغر در نزد شیعیان جایگاه ویژه‌ای دارد و یک روز از عزاداری‌های ایام محرم به او اختصاص دارد. برای او مراسم تعزیه جداگانه برگزار می‌شود و به مناسبت بزرگداشت او، سالانه همایشی با نام همایش شیرخوارگان حسینی در جهان اسلام برگزار می‌شود. قنداقه و گهواره از نمادهایی است که برای اشاره به او استفاده می‌شود. نگاره‌های کربلا، او را در آغوش پدرش سوار بر اسبی سفید به تصویر کشیده‌اند که در مقابل خیل عظیمی از جمعیت قرار گرفته‌است.

## نام و نسب

### نام و القاب
برخی منابع برای این فرزند حسین بن علی نام مشخصی را گزارش کرده‌اند، و برخی دیگر نکرده‌اند.
منابعی که برای این کودک حسین بن علی نام مشخصی را گزارش کردند، در اینکه نامش «عبدالله» یا «علی‌اصغر» است دچار اختلافند. َمنابعی هم که نام مشخصی را ذکر نکرده‌اند، با اشاره به اوصافی چون «صغیر»، «صبی»، «طفل»، «رضیع»، «غلام»، «ابن» و «ولدی الرضیع» از این کودک یاد کرده‌اند. از این دست منابع می‌توان به زهری در طبقات الکبری، ابوحنیفه دینوری در اخبارالطوال، طبری در تاریخ الامم و الملوک، ابوالفرج اصفهانی در مقاتل الطالبین، شمس الدین ذهبی در سیر اعلام النبلاء، یعقوبی در تاریخ یعقوبی، مسعودی در مروج الذهب و سید بن طاووس در لهوف اشاره کرد.
در مورد اینکه آیا نام او عبدالله بوده‌است یا اینکه علی‌اصغر یا اینکه این دو نام، نام دو تن از فرزندان حسین است که در سن خردسالی در کربلا کشته شدند؛ اختلاف‌هایی وجود دارد. از میان منابع سنی مذهب، بلاذری در انساب الاشراف، حمید بن احمد محلی در الحدائق، ابن اثیر در کامل فی التواریخ و ابن کثیر در البدایة و النهایه نام این فرزند را عبدالله دانسته‌اند. شیخ مفید در الارشاد، فضیل بن زبیر اسدی — از اصحاب محمد باقر و جعفر صادق — در کتاب تسمیة من قتل مع الحسین، ابوالحسین شجری در آمالی الخمیسیه، و ابن نما حلی در مثیر الاحزان نام این کودک را «عبدالله» دانسته‌اند. قدیمی‌ترین منبعی که نام این کودک را «علی» دانسته‌است ابن اعثم کوفی در کتاب الفتوح است که برای حسین فرزندی به نام علی که شیرخوار بوده‌است گزارش کرده‌است. اولین صراحت‌ها به نام علی‌اصغر در کتاب الاصیلی فی انساب الطالبین اثر صفی‌الدین محمد بن تاج‌الدین، المناقب اثر ابن شهرآشوب و کشف الغمه اثر اربلی صورت گرفته‌است. به عقیده مورخینی چون ابن زبیر، یعقوبی و ابوریحان بیرونی، دو طفل خردسال از حسین بن علی در کربلا کشته شدند که یکی از آنها در روز عاشورا به دنیا آمده‌است. محمد بن طلحه دمشقی در کتاب مطالب السؤول آورده‌است که علی‌اصغر طفلی از کودکان حسین بود که به واسط اصابت تیر کشته شد و عبدالله دیگر فرزند حسین نیز به همراه پدرش کشته شد. بر اساس گزارش‌هایی، عبدالله — که از طریق یادکرد نامش در وقایع عاشورا، شناخته شده — از مادری قُضاعی و برادر تنی‌اش جعفر، فرزند دیگر حسین دانسته شده‌است.
در میان منابع دانشنامه‌ای، ژان کالمارد، اسلام‌شناس فرانسوی، نام این فرزند را «علی‌اصغر» معرفی می‌داند و او را کوچکترین فرزند حسین گزارش می‌کند. اما ویلفرد مادلونگ، اسلام‌شناس آلمانی، می‌گوید حسین بن علی دو پسر به نام «علی» داشته‌است که یکی از آنها در نبرد کربلا کشته شد و دیگری از آن نبرد جان سالم به در بُرد. او معتقد است از میان فرزندان حسین، فقط علی‌اکبر و سجاد «علی» نام داشته‌اند. او همچنین اضافه می‌کند که علی‌ِ کوچکتر سجاد است بنابراین عبارت «علی‌اصغر» فی‌الواقع برای سجاد مناسب است. در منابع برای این کودک القابی چون شیرخواره، باب‌الحوائج، شش‌ماهه و طفل رضیع گزارش شده‌است.
| نام گزارش شده                | منبع گزارش کننده          | نویسنده (تاریخ درگذشت)               | مذهب نگارنده |
| ---------------------------- | ------------------------- | ------------------------------------ | ------------ |
| علی                          | الفتوح                    | احمد بن اعثم کوفی (د ۳۱۴ ه.ق)        | سنی          |
| علی                          | مقتل الحسین               | موفق بن احمد خوارزمی (د ۵۶۸ ه.ق)     | سنی          |
| علی                          | المناقب                   | ابن شهرآشوب (د ۵۸۸ ه.ق)              | شیعه         |
| علی                          | نقد المحصل                | نصیرالدین طوسی (د ۶۷۲ ه.ق)           | شیعه         |
| علی                          | کشف الغمه                 | علی بن عیسی (د ۶۹۲ ه.ق)              | شیعه         |
| علی                          | الاصیلی فی انساب الطالبین | محمد بن تاج‌الدین (د ۷۰۹ ه.ق)         | شیعه         |
| عبدالله                      | انساب الاشراف             | احمد بن یحیی بلاذری (د ۲۷۹ ه.ق)      | سنی          |
| عبدالله                      | الارشاد                   | شیخ مفید (د ۴۱۳ ه.ق)                 | شیعه         |
| عبدالله                      | احتجاج                    | احمد بن علی طبرسی (د ۴۶۱ ه.ق)        | شیعه         |
| عبدالله                      | آمالی الخمیسیه            | یحیی بن حسین شجری (د ۴۹۹ ه.ق)        | شیعه         |
| عبدالله                      | اعلام الوری باعلام الهدی  | فضل بن حسن طبرسی (د ۵۴۸ ه.ق)         | شیعه         |
| عبدالله                      | کامل فی التواریخ          | ابن اثیر (د ۶۳۰ ه.ق)                 | سنی          |
| عبدالله                      | مثیر الاحزان              | ابن نما حلی (د ۶۴۵ ه.ق)              | شیعه         |
| عبدالله                      | البدایة و النهایه         | ابن کثیر (د ۷۷۴ ه.ق)                 | سنی          |
| اکتفا به القاب بدون ذکر نام  | طبقات الکبری              | محمد بن سعد زهری (د ۲۳۰ ه.ق)         | سنی          |
| اکتفا به القاب بدون ذکر نام  | اخبارالطوال               | احمد بن داوود دینوری (د ۲۸۲-۲۹۰ ه.ق) | سنی          |
| اکتفا به القاب بدون ذکر نام  | تاریخ یعقوبی              | احمد بن ابی‌یعقوب (د ۲۹۲ ه.ق)         | شیعه         |
| اکتفا به القاب بدون ذکر نام  | تاریخ الامم و الملوک      | محمد بن جریر طبری (د ۳۱۰ ه.ق)        | سنی          |
| اکتفا به القاب بدون ذکر نام  | مروج الذهب                | علی بن حسین مسعودی (د ۳۴۶ ه.ق)       | شیعه         |
| اکتفا به القاب بدون ذکر نام  | مقاتل الطالبین            | ابوالفرج اصفهانی (د ۳۵۶ ه.ق)         | سنی          |
| اکتفا به القاب بدون ذکر نام  | لهوف                      | سید بن طاووس (د ۶۶۴ ه.ق)             | شیعه         |
| اکتفا به القاب بدون ذکر نام  | تذکرة الخواص              | سبط بن جوزی (د ۶۵۴ ه.ق)              | سنی          |
| اکتفا به القاب بدون ذکر نام  | سیر اعلام النبلاء         | شمس‌الدین ذهبی (د ۷۴۸ ه.ق)            | سنی          |
| تفاوت میان عبدالله و علی‌اصغر | تسمیة من قتل مع الحسین    | فضیل بن زبیر اسدی (قرن دوم ه.ق)      | شیعه         |
| تفاوت میان عبدالله و علی‌اصغر | تاریخ یعقوبی              | احمد بن اسحاق یعقوبی (د ۲۸۴ ه.ق)     | شیعه         |
| تفاوت میان عبدالله و علی‌اصغر | آثار الباقیه              | ابوریحان بیرونی (د بعد از ۴۴۲ ه.ق)   | شیعه         |
| تفاوت میان عبدالله و علی‌اصغر | الحدائق                   | حمید بن احمد محلی (د ۶۵۲ ه.ق)        | سنی          |
| تفاوت میان عبدالله و علی‌اصغر | مطالب السؤول              | محمد بن طلحه شافعی (د ۶۵۴ ه.ق)       | سنی          |
| تفاوت میان عبدالله و علی‌اصغر | الاقبال الاعمال           | سید بن طاووس (د ۶۶۴ ه.ق)             | شیعه         |

### پدر و مادر
پدرش، حسین بن علی فرزند فاطمه زهرا دختر محمد و علی بن ابی‌طالب — خلیفه چهارم از خلفای راشدین — است. حسین امام سوم شیعیان دوازده‌امامی است که به سال ۶۱ ه‍.ق در نبرد کربلا، به دست سپاهیان عمر سعد و به فرمان یزید، کشته شد. نام مادرش را رباب گزارش کرده‌اند. اولین ازدواج حسین با رَباب بنت اِمرَءَ الْقَیْس بود. امرء القیس در زمان عمر بن خَطّاب به مدینه آمد و از طرف عمر به رهبری قبایل قُضاعَه — که به اسلام گرویده بودند — انتخاب شد. علی مسئلهٔ ازدواج پسرانش با دختران امرء القیس را مطرح کرد و وی قبول کرد که سه تن از دخترانش را به ازدواج حسنین درآورد. رباب همسر محبوب حسین بود و با وجود اینکه سال‌ها برای حسین فرزندی نیاورده بود، احتمالاً پس از کشته شدن علی، سُکَیْنه را — که در برخی منابع آمنه، آمینه و… ذکر شده — به دنیا آورد. مادلونگ گزارش می‌کند که رباب فرزند پسری به‌نام عبدالله برای حسین به دنیا آورد که در خردسالی در کربلا کشته شد و احتمالاً حسین به‌خاطر این فرزند، کنیه اباعبدالله را دارد. برخی منابع شیعی در سال‌های بعد، این فرزند را علی‌اصغر نامیده‌اند که دانشنامهٔ ایرانیکا این نامگذاری را بی‌اساس می‌داند. رباب از اسیران نبرد کربلا بود در کاخ ابن زیاد در وصف حسین اشعاری سرود. او یک سال پس از ماجرای کربلا درگذشت.

## سرگذشت

### تولد
منابع در خصوص زمان به دنیا آمدن این کودک گزارشی صریح ندارند و تنها بر اساس برخی گزارش‌ها همچون گزارش فضیل بن زبیر اسدی و ابوریحان بیرونی، کودکی برای حسین در روز عاشورا و در کربلا به دنیا آمد که کشته شد. محمد بن سعد برای حسین از پسری سه ساله گزارش کرده‌است. خواجه نصیرالدین طوسی در کتاب نقد المحصل سن این کودک را ۷ سال دانسته‌است و ابوعلی بلعمی این کودک را با توجه به توصیفات او در منابع تاریخی که شیرخوار دانسته‌اند، یک‌ساله می‌داند؛ بنابراین برای سن دقیق او هیچ گزارش قابل اعتمادی وجود ندارد. امروزه چنین مشهور شده‌است که این کودک در شب دهم رجب سال ۶۰ ه‍. ق، هجده روز قبل از حرکت حسین بن علی به سوی مکه و در مدینه به دنیا آمده‌است. برای این قول هیچ مدرک قابل قبولی وجود ندارد. در کتاب مطالب السؤول آمده‌است که حسین بن علی بر پیکر طفل خود نماز میت خوانده‌است و بر همین اساس استنباط شده‌است که سن این کودک نباید کمتر از ۶ سال بوده باشد.

### در نبرد کربلا

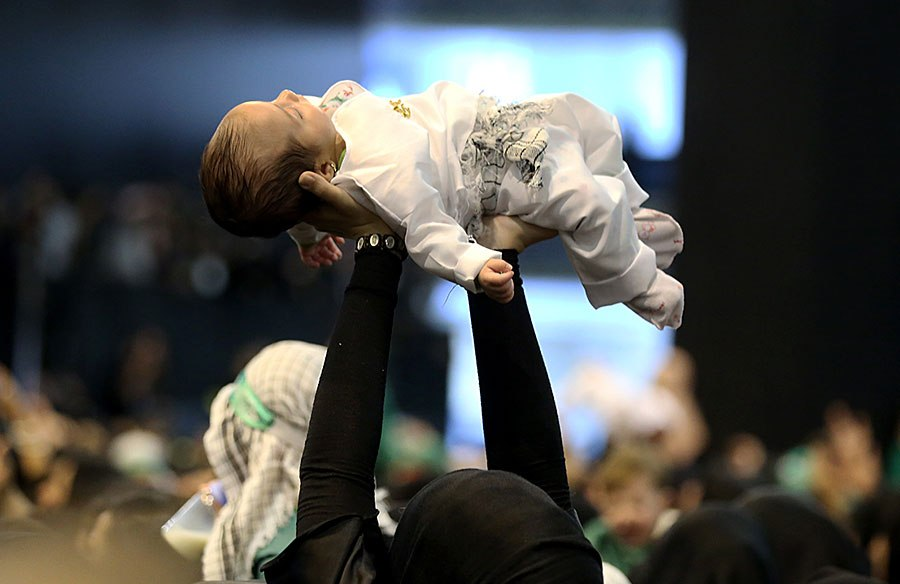
عکسی از مراسم همایش شیرخوارگان حسینی؛ بالا بردن نوزاد به یاد بالا بردن علی‌اصغر توسط حسین بن علی در نبرد کربلا برای طلب آب

دربارهٔ شیوه کشته شدن این کودک، دو نوع گزارش وجود دارد. بر مبنای گزارش اول، علی‌اصغر در خیمه‌ها و به هنگام وداع حسین بن علی با زنان و کودکان، قصد کرد تا یکی از کودکانش را در آغوش کشد یا او را ببوسد که یکی از سپاهیان کوفه به سمت آن کودک تیری پرتاب کرد و او را به قتل رساند. در نقل دیگر ماجرا، آورده‌اند که حسین کودکش را که به شدت تشنه بود برای تقاضای آب به نزد سپاهیان ابن زیاد برد اما از جانب سپاه تیری به سوی کودک روانه شد و بر گلوی کودک نشست. در روضةالشهدا آمده‌است که حسین خطاب به سپاهیان کوفه گفت: «اگر من در نظر شما گناهکارم، به این نوزاد بی‌گناه جرعه‌ای آب بدهید.» شبیه به همین مطلب را نفس المهموم گزارش می‌کند که حسین گفت: «اگر به من رحم نمی‌کنید، به این کودک رحم کنید.» منابع در اینکه عکس‌العمل حسین پس از کشته شدن طفلش چه بوده‌است، بیشتر به نفرین قوم ستمگر بر خودش پرداخته‌اند و برخی از دفن کودک و برخی دیگر به قرار دادن جسد کودک در کنار اجساد دیگر کشتگان اشاره کرده‌اند. در این میان منابعی به رفتار حسین که به آغشته کردن بدن خودش به خون کودک کشته شده اشاره کرده‌اند. در اینکه بعد از کشته‌شدن کودک، حسین دستش را در زیر گلوی بریده کودک گرفته و خون‌ها را در دستش جمع کرده‌است، منابع اخباری را گزارش کرده‌اند اما اینکه سپس، خون را به آسمان پاشید یا اینکه بر زمین ریخت، اختلاف‌هایی در منابع گزارش شده‌است. بر اساس گزارش ابن جوزی، پس از کشته شدن این کودک، ندایی از آسمان آمد که خطاب به حسین گفته‌است «این کودک را واگذار که برای او در بهشت ودیعه‌ای است.»
ویلفرد مادلونگ معتقد است که علی اصغر فرزند کوچک حسین در حالی که بر روی زانوانش بود تیر خورد اما برخلاف منابع دیگر، در نوزاد بودن این بچه تردید دارد. در روضةالشهدا گزارش شده که تیر پس از برخورد به طفل، به بازوی حسین نیز ورود کرده‌است. همچنین در تاریخ قم آمده‌است که عبدالله بن حسین در آغوش مادرش تیر خورد.

### بعد از نبرد کربلا
بعد از کشته شدن تمامی یاران حسین بن علی تمامی سرهای آنان را از بدنشان جدا و بر نیزه کردند. در برخی منابع آمده که در بین کشتگان فقط سر علی‌اصغر و حر بن ریاحی از بدنشان جدا نشد.

## قاتل
مورخان در اینکه قاتل علی‌اصغر چه کسی بوده، دچار تردیدهایی هستند که احتمالاً ناشی از اشتباه گرفتن عبدالله بن حسین با عبدالله بن حسن بوده‌است. خوارزمی، شجری و سید بن طاوس قاتل او را حرملة بن کاهل اسدی می‌دانند. ابوالفرج اصفهانی در نقلی قاتل را عقبة بن بشر دانسته‌است و گروهی از روایات بر اینکه قاتل فردی از بنی‌اسد بوده‌است، تأکید دارند. مورخان بسیاری نیز در مورد قاتل سکوت کرده و نامی از قاتل نیاورده‌اند از جمله ابن سعد، ابن اعثم، ابن طلحه شافعی، ابن واضع یعقوبی، ابوریحان بیرونی، ابن شهرآشوب و ابومنصور طبرسی.

## آرامگاه
محل دقیقی در منابع تاریخی برای دفن این کودک گزارش نشده‌است. از روایتی که حسین پس از کشته شدن فرزندش آن را دفن کرد، چنین برداشت می‌شود که محل دفن او باید نزدیک خیمه‌گاه باشد. شیخ عباس قمی در خصوص محل دفن این کودک آورده‌است که از سید مرتضی کشمیری در این خصوص که قبر علی‌اصغر کجاست سؤال شد، او اعلام بی‌اطلاعی کرد اما کمی بعد در خواب حسین بن علی را دید که به او گفته‌است که علی‌اصغر بر روی سینه من دفن شده‌است. شیخ عباس قمی معتقد است که احتمالاً جسد علی‌اصغر پس از دفن شدن توسط حسین بن علی از قبر بیرون کشیده شده‌است. با این وجود احتمال داده شده‌است که این کودک در یکی از این سه جا دفن شده باشد:
- مکانی که حسین بن علی کودکش را در آنجا دفن کرده و بر کسی مشخص نیست.
- در کنار باقی کشتگان کربلا در نزدیکی قبر حسین بن علی
- بر روی سینه حسین بن علی

## در فرهنگ، هنر و رسانه
| لم يخافوا اللّه في سفك دمي‌ |  | لعبيد اللّه نسل الفاجرين‌ |حسین بن علی
(در هنگام دفن علی‌اصغر)

| راست گویی گل سوری به بر سرو بلند |  | که حسین است و به پیشش علی اصغر اوست |ملک الشعرای بهار

| از تیزی خدنگ که شد بر گلو فرو |  | از طفل شیرخوار بپرس و ز من مپرس |فدایی مازندرانی

| آن پنجماهه کودک باری چه کرد ویحک |  | کز پای تا به تارک مجروح شد مفاجا |کسایی مروزی

| زخمی که خورده است علی اصغر از عدو |  | محروم مرهم است، بگریید زار زار |طغرای مشهدی

| تیر از کمان گذشت و شه دین ز اصغرش |  | اصغر ز آب از آنکه گذشت آب از سرش |وفائی شوشتری

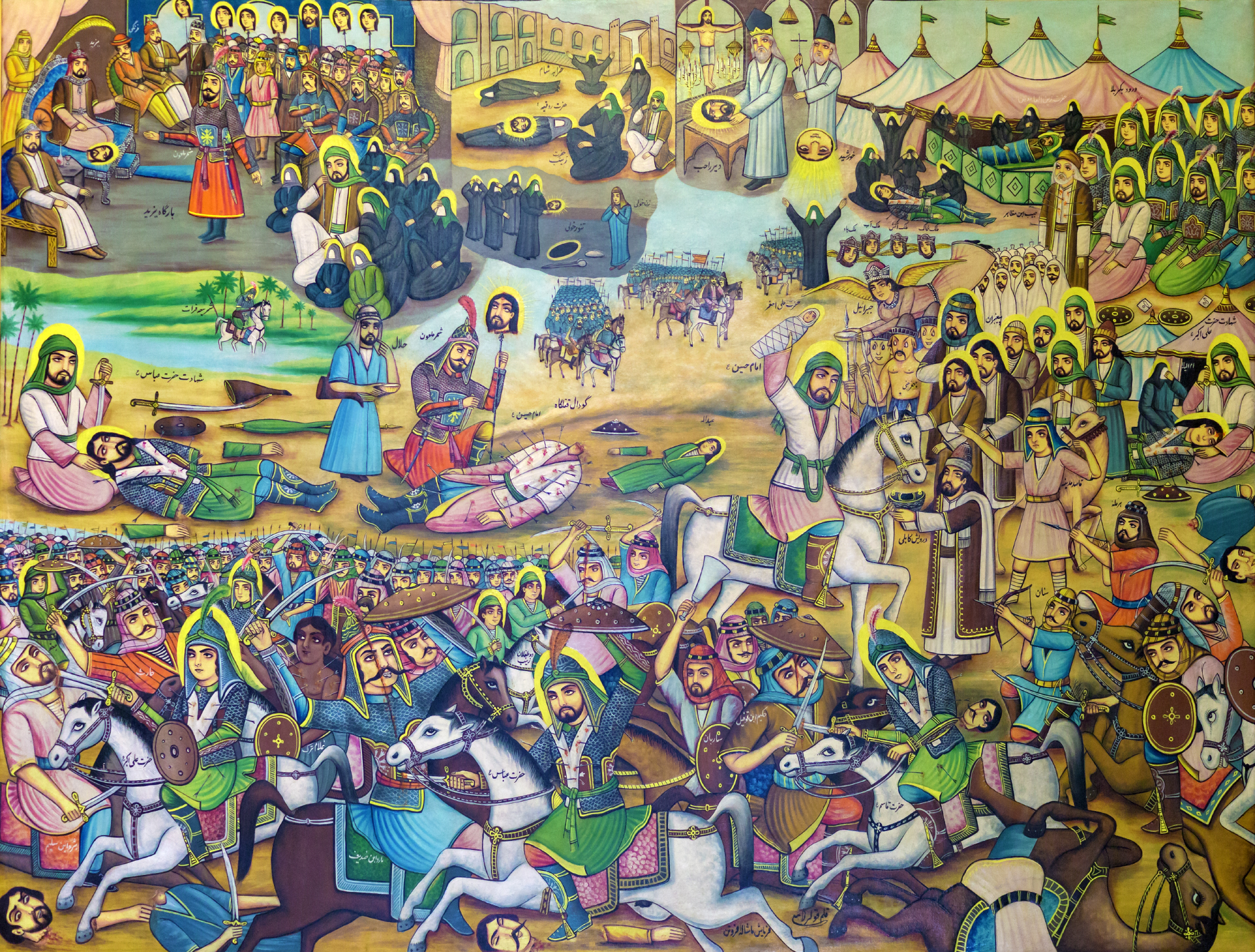
تصویر علی‌اصغر در دست پدرش حسین، سوار بر مرکبی سفید در مقابل سپاهیان کوفه، بر پرده نقالی

روز نهم محرم در باور برخی از مردم ایران، روز تعلق یافته به علی‌اصغر است. آنها این روز را «علی‌الاصغر» می‌نامند و برای بزرگداشت این نوزاد کشته شده عزاداری برگزار می‌کنند. مراسم تعزیه در منطقه سمنان نیز که در روز نهم برگزار می‌شود به وقایع مربوط به علی‌اصغر تعلق دارد. علی‌اصغر همواره یکی از موضوعات تعزیه‌ها بوده‌است که یک شب از شب‌های این مراسم را به خود اختصاص داده‌است. در این مراسم، گهواره نوزاد از عناصر استفاده شده محسوب می‌شود. قنداقه از دیگر مفاهیم مربوط به این کودک در مراسم‌های آئینی است. به گزارش کالمارد، در مراسم بزرگداشت او در ایام محرم که از جانب شیعیان برگزار می‌شود، وی را کودکی بی‌گناه که از تشنگی رنج می‌برد به تصویر می‌کشند. همچنین در شمایل‌هایی که از واقعه کربلا کشیده می‌شود، علی‌اصغر در آغوش پدرش در حالی که سوار بر اسبی نر سفید رنگی است و در مقابل سپاهیان کوفه ایستاده، به تصویر کشیده شده‌است. در ادبیات روضه‌خوانی و مداحی از علی‌اصغر به وفور تجلیل شده‌است. از سال ۱۳۸۳ سازمانی مردمی که بعدها به مجمع جهانی حضرت علی‌اصغر نام گرفت، مراسمی را سالانه به یاد علی‌اصغر برگزار می‌کند. این همایش با عنوان همایش شیرخوارگان حسینی هر ساله در هشتم محرم برگزار می‌شود. بر طبق گزارش‌هایی در سال ۱۳۹۸ خورشیدی، این مراسم در ۴۵ کشور برگزار می‌شود که تنها در ایران بیش از ۶٫۲۵۰ نقطه را شامل می‌شود.

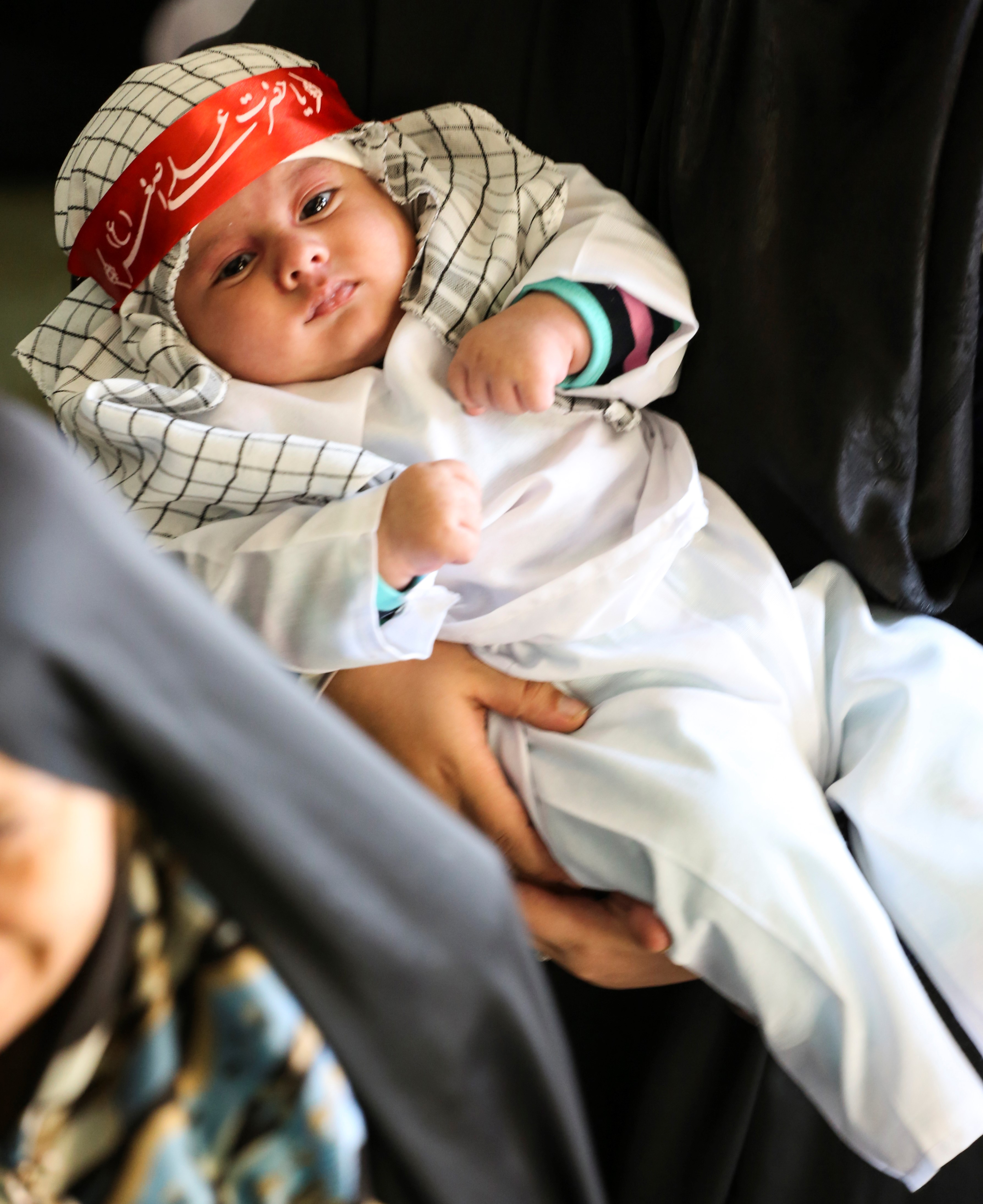
کودکی با لباس مشهور به لباس علی‌اصغر و سربندی با این نام در همایش شیرخوارگان حسینی، سال ۲۰۱۵ در ایران.

### در زیارت‌نامه‌ها
شیخ مفید در کتاب الاقبال الاعمال زیارت‌نامه‌ای را مربوط به روز عاشورا گزارش می‌کند که در آن به نام علی‌اصغر اشاره شده‌است. در فرازی از این زیارت آمده‌است که «صل الله علیک و علیهم و علی ولدک علی‌الاصغر الذی فجعت به» یعنی: «درود بر تو و بر آنها و بر علی اصغر، همان کسی که دل‌ها در سوگ او به درد آمد.» سید بن طاوس نیز در زیارت ناحیه مقدسه در ذیل نام آوردن از کشتگان کربلا، به یکی از فرزندان حسین بن علی اشاره می‌کند. در بخشی از این زیارت آمده‌است: «السلام علی عبدالله بن الحسین، الطفل الرضیع، المرمی الصریع المتشحط دما، المصعد دمعه فی السماء، المذبوح بالسهم فی حجر ابیه، لعن الله رامیه حرملة بن کاهل الاسدی و ذویه» یعنی: «سلام بر عبدالله بن حسین، کودک شیرخوار، تیرخورده، به زمین افتاده، به خون غلتیده، که خونش به آسمان بالا رفت و در آغوش پدرش به وسیله تیر ذبح شد. تیرانداز به او و پژمرده‌کننده‌اش حرمله بن کاهل اسدی از رحمت الهی دور باد.»